# موتسومی اینوماتا
موتسومی اینوماتا (انگلیسی: Mutsumi Inomata؛ زادهٔ ۲۳ دسامبر ۱۹۶۰) مانگاکا، تصویرگر، پویانما، و تهیه‌کننده تلویزیونی اهل ژاپن است.